# Stupica
Stupica je priimek več znanih Slovencev:
- Anton Stupica (1900—1973), umetnostni zgodovinar, muzealec (Celje)
- Barbara Stupica (*1962), scenografka, kostumografinja in ilustratorka
- Bojan Stupica (1910—1970), režiser, gledališki igralec in scenograf (arhitekt)
- Daša Stupica, zdravnica infektologinja
- Franc Stupica (1868—1935), veletrgovec, gospodarstvenik
- Gabrijel Stupica (1913—1990), slikar, profesor, akademik
- Hana Stupica (*1988), oblikovalka, ilustratorka
- Igor Stupica (*1943), tekstilni in kemijski tehnolog (papirništvo, oblikovanje)
- Ivan Stupica (1875—1944), učitelj, šolnik, prosvetni in kulturni delavec
- Janez Stupica (1935—2018), šahovski strokovnjak, publicist in zgodovinar
- Kristina Lazarini Stupica (*1943), učiteljica in posestnica
- Lucija Stupica - Enbohm (*1971), pesnica, oblikovalka, publicistka
- Maks Stupica (1905—1987), tekstilni strokovnjak
- Marlenka Stupica (r. Muck) (1927—2022), slikarka, ilustratorka
- Marija Kiauta (r. Stupica) (1911—2005), romanistka, komparativistka, latinistka
- Marija Lucija Stupica (1950—2002), slikarka in ilustratorka
- Maruša Stupica, arhitektka
- Matej Stupica (*1987), slikar, ilustrator, risar
- Mira Stupica (1923—2016), srbska in jugoslovanska igralka, žena Bojana Stupice
- Nika Stupica (*1975), oblikovalka unikatne keramike

#### tuji nosilci:
- Mira Stupica (1923—2016), srbska igralka